# Triazeno
Triazeno, também conhecido como triazanileno, é um composto inorgânico insaturado tendo a fórmula química N3H3. 